# Beekhuizerzand

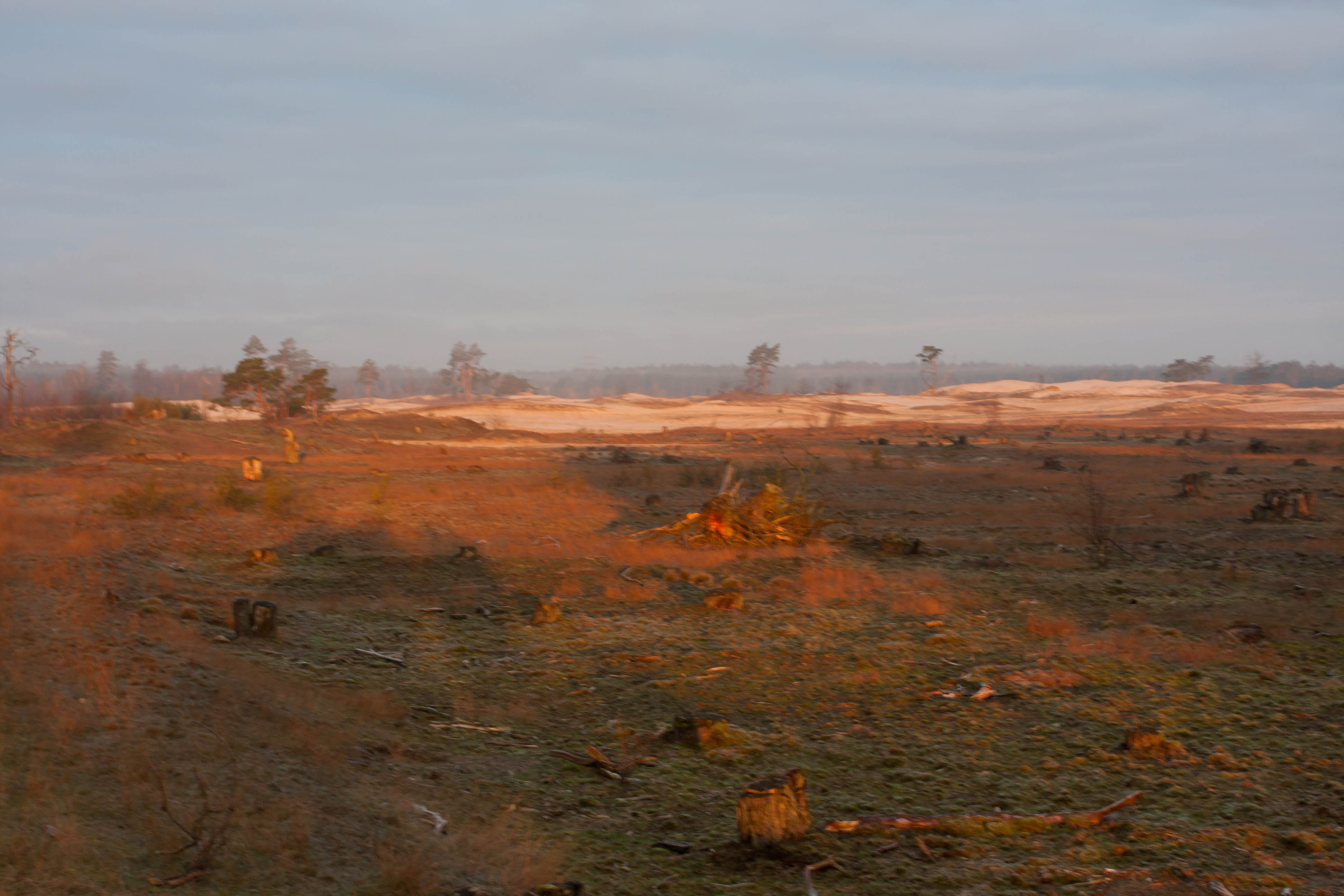
Beekhuizerzand

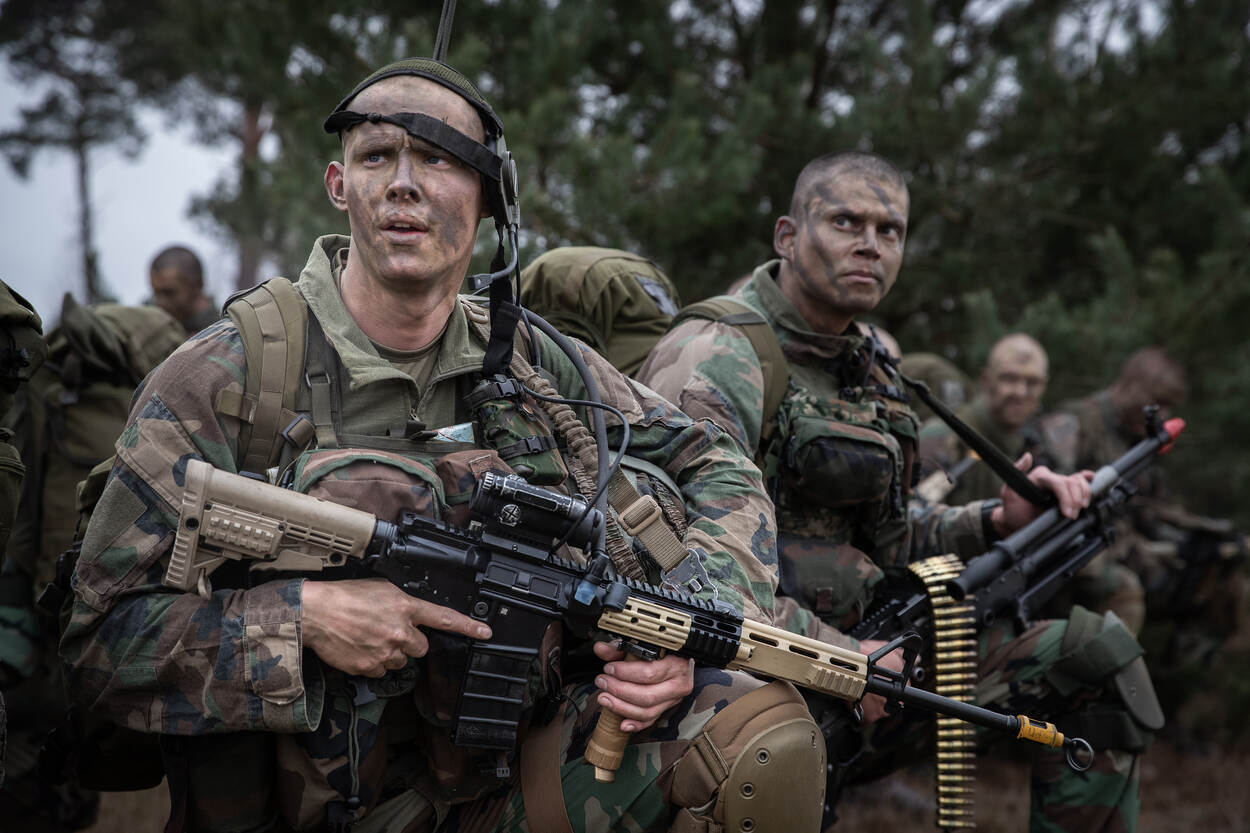
Militairen oefenen in 2021 op het Beekhuizerzand

Het Beekhuizerzand is een stuifzandgebied, gelegen op de Noord-Veluwe bij Harderwijk. Het heeft een grootte van ongeveer 200 hectare en is in beheer bij de gemeente Harderwijk. 

## Geschiedenis en beheer
Voor 1830 maakte het Beekhuizerzand deel uit van een groot stuifzandgebied. Dit werd in de periode tussen ongeveer 1880 en 1930 grootschalig beplant met grove den, met name om het stuiven tegen te gaan.
Het is tevens in gebruik genomen als militair oefenterrein en vanaf 1963 opengesteld voor recreatie. In 2004 zijn veel vliegdennen gekapt en is de bovenlaag van de grond verwijderd, zodat het een echt stuifzandgebied is geworden waar het verstuifbaar zand weer vrij is komen te liggen.
Het gebied wordt begraasd door schapen.

## Natuur en recreatie
Het Beekhuizerzand kenmerkt zich door hoogteverschillen en herbergt voor dit soort milieus kenmerkende korstmossen en de zandhagedis. Van andere soorten waarvan gehoopt was dat deze na de omvorming zouden gaan voorkomen omdat ze aan dit milieu gebonden zijn, zoals duinpieper en nachtzwaluw, is het niet waarschijnlijk dat deze zich vestigen gezien hun habitateisen. Recreatiebelangen en natuurbeschermingsbelangen blijken nogal eens te botsen waardoor is overwogen om een deel van het gebied voor recreatie af te sluiten  
Het gebied is populair bij hardlopers, mountainbikers, fotografen en fietsers.